# All Nippon Airways
All Nippon Airways Co., Ltd. (яп. 全 日本 空 输 株式会社, Дзен Ніппон ку: ю кабусікігайся, TYO: 9202
, LSE: ANA), також відома як Дзенніку: (яп. 全日空) або ANA, — японська авіакомпанія, штаб-квартира якої розташована в Сіодоме-Сіті Центрі в Сіодоме, Мінато, Токіо. ANA є другою за розміром міжнародною авіакомпанією країни після Japan Airlines та найбільшою авіакомпанією, яка виконує внутрішні рейси. Авіакомпанія виконує рейси в 49 аеропортів Японії і в 22 іноземних аеропорти. Станом на березень 2007 року в ANA працювало 22 170 осіб.

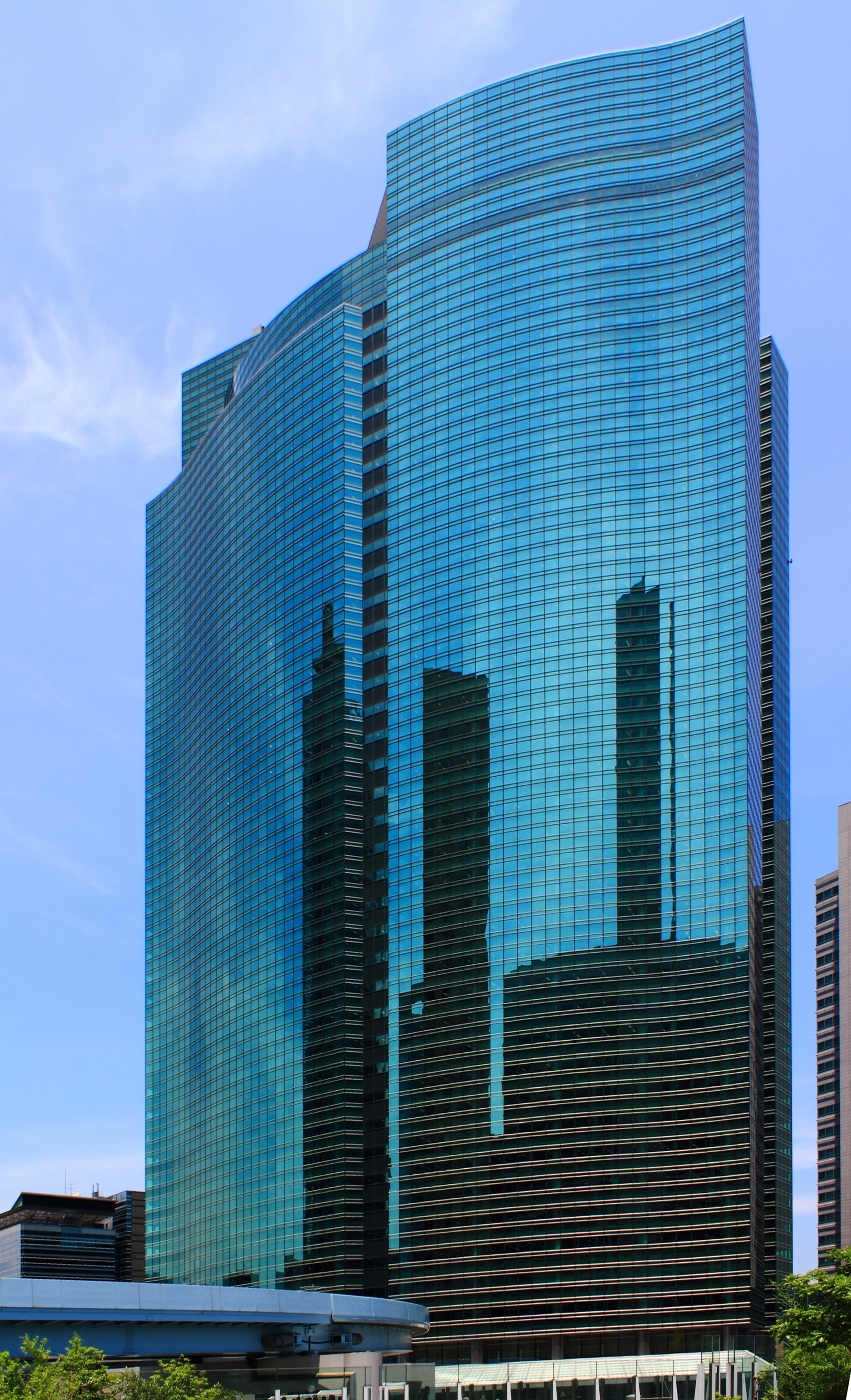
Головний офіс авіакомпанії ANA. Сіодоме-Сіті Центрі в Сіодоме, Мінато, Токіо.

Головними хабами ANA є аеропорти Наріта біля Токіо та Кансай в Осаці. Основними хабами на внутрішніх рейсах є аеропорти Токіо-Ханеда, Осаки, Тюбу-Центрейр (біля Нагої) та Нью-Тітосе (біля Саппоро).
ANA контролює такі авіакомпанії:
- Air Central — авіакомпанія, що використовує Q400 і базується в Тюбу-Центрейр.
- Air Japan — авіакомпанія, що виконує чартерні рейси ANA.
- Air Next — лоу-кост авіакомпанія, базується в аеропорту Фукуока.
- Air Nippon — регіональна авіакомпанія ANA.
- ANA & JP Express (AJV), вантажна авіакомпанія.

## Історія

### Створення

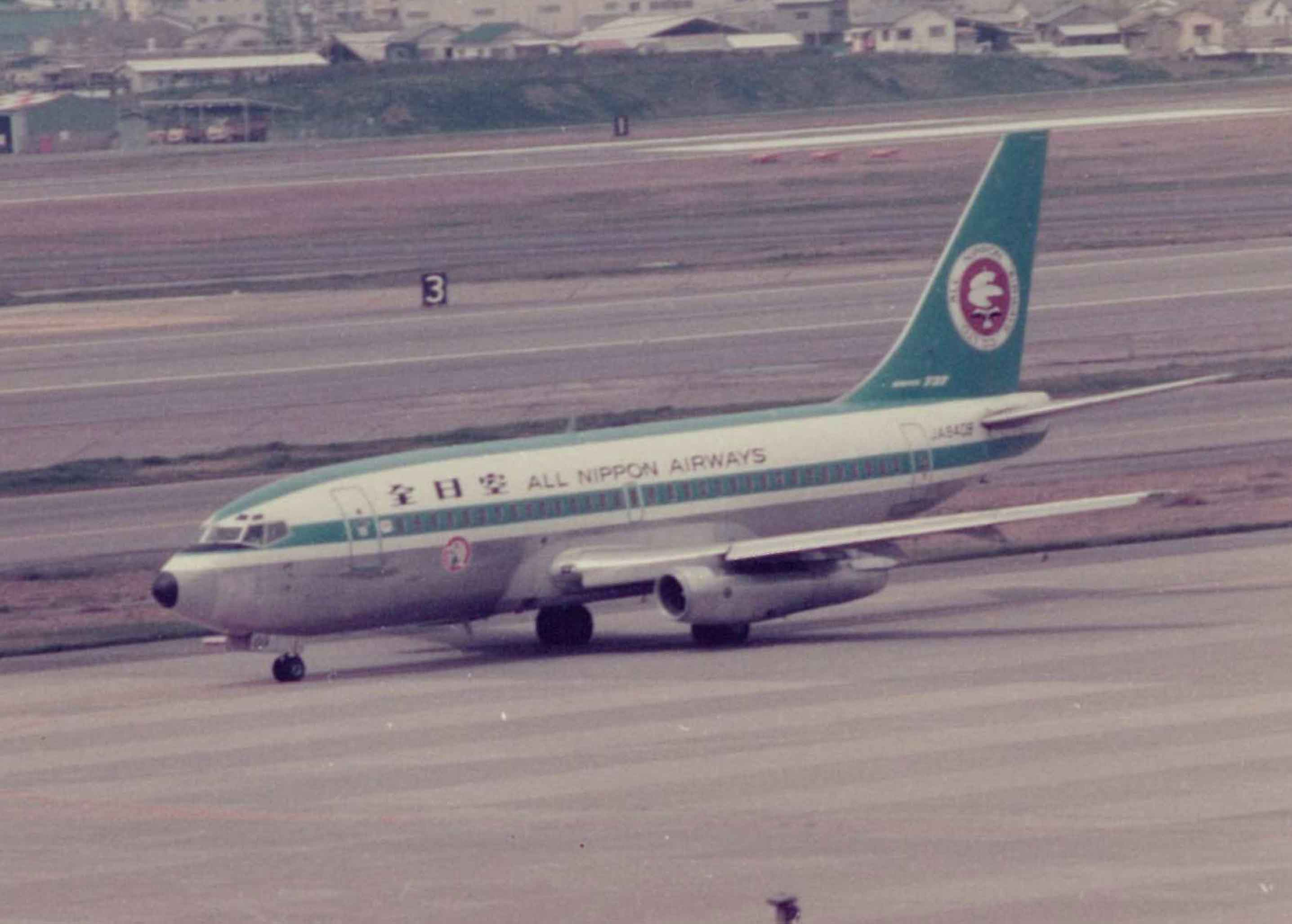
Boeing 737–200 в старій лівреї ANA

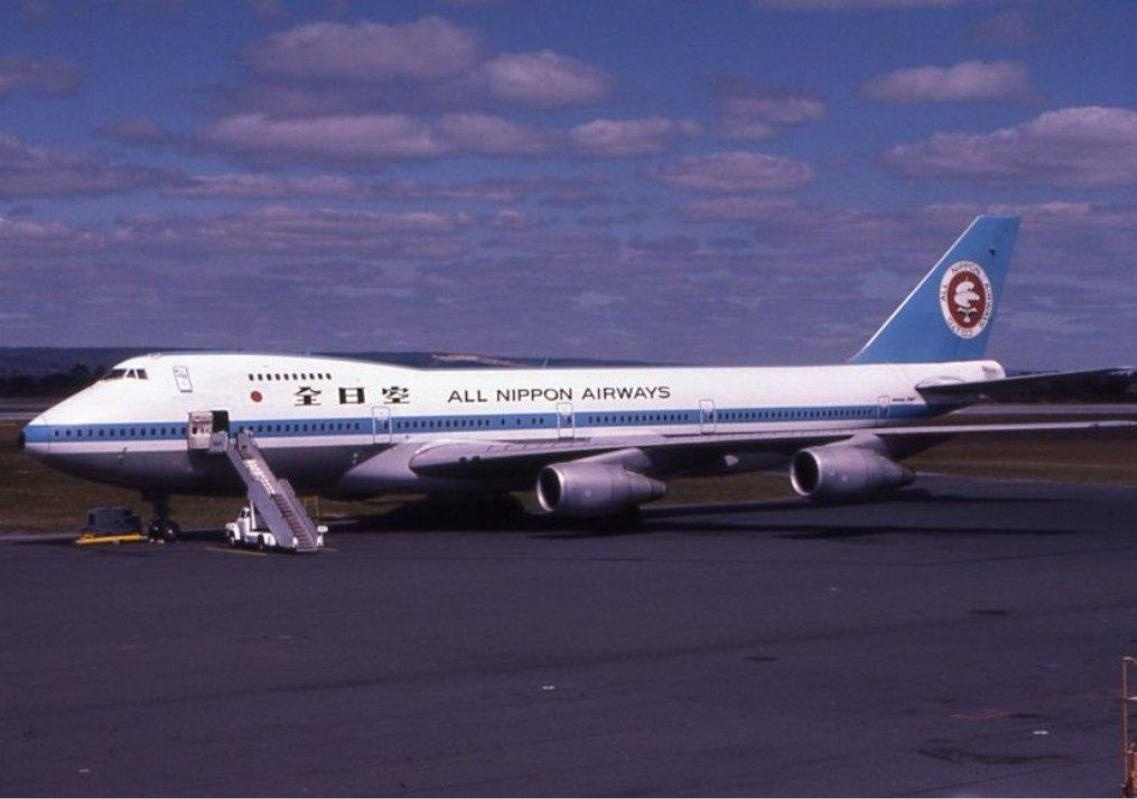
Boeing 747SR-81

Першим попередником ANA була авіакомпанія Японські Вертолітні Перевезення (яп. 日本 ヘリコプター 輸送, Ніппон херікопута: Юсо:), створена 27 грудня 1952 року. Код ІАТА ANA —NH пов'язаний з першим її назвою (Nippon Helicopter).
NH почала рейси на гелікоптерах в лютому 1953 року. 15 грудня 1953 року був здійснений перший вантажний рейс між Осакою та Токіо на de Havilland Dove (рег. номер JA5008). Це також був перший регулярний рейс, пілотований японським льотчиком в післявоєнній Японії. Перші пасажирські регулярні рейси було відкрито з 1 лютого 1954 року, а з березня для них стали використовуватися de Havilland Heron. 1955 року для NH здійснив перший рейс DC-3, що зіграв важливу роль у встановленні регулярних рейсів між Кюсю та Саппоро.
Інший попередник ANA — Далекосхідні авіалінії (яп. 极 东 航空, Кекутия: ко: ку:). Попри те що ця компанія була заснована 26 грудня 1952 року, за день до NH, вона почала операції лише 20 січня 1954 року з нічних вантажних рейсів між Осакою та Токіо на літаках de Havilland Dove. Використання DC-3 почалося на початку 1957 року народження, маршрутна мережа була спрямована в першу чергу на південь Японії від Токіо до Кагосіми.
Злиття цих авіакомпаній відбулося 1 грудня 1957 року. Капіталізація об'єднаної компанії становила 600 млн єн. Спочатку планувалося назвати нову компанію Дзен Ніппон ко: ку: (全 日本 航空) або «All Japan Airlines», однак проти цього заперечували представники авіакомпанії Japan Airlines і англійську назву було змінено на «All Nippon Airways», а в японській назві слово ко: ку: (航空, «авіакомпанія») було змінено на ку: ю (空 输, дослівно «повітряний транспорт»).

### Ера внутрішніх перевезень

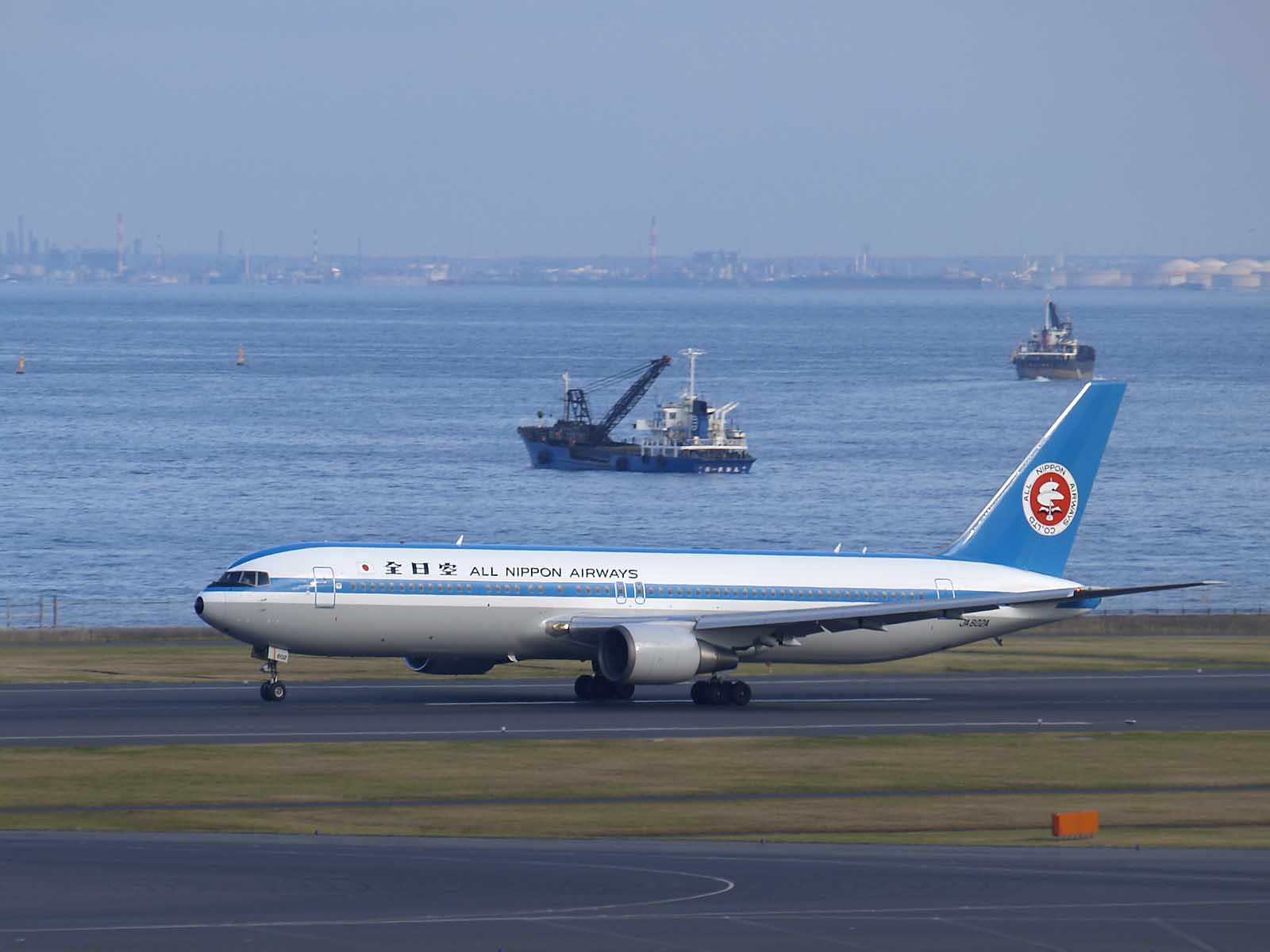
Boeing 767 в аеропорту Haneda

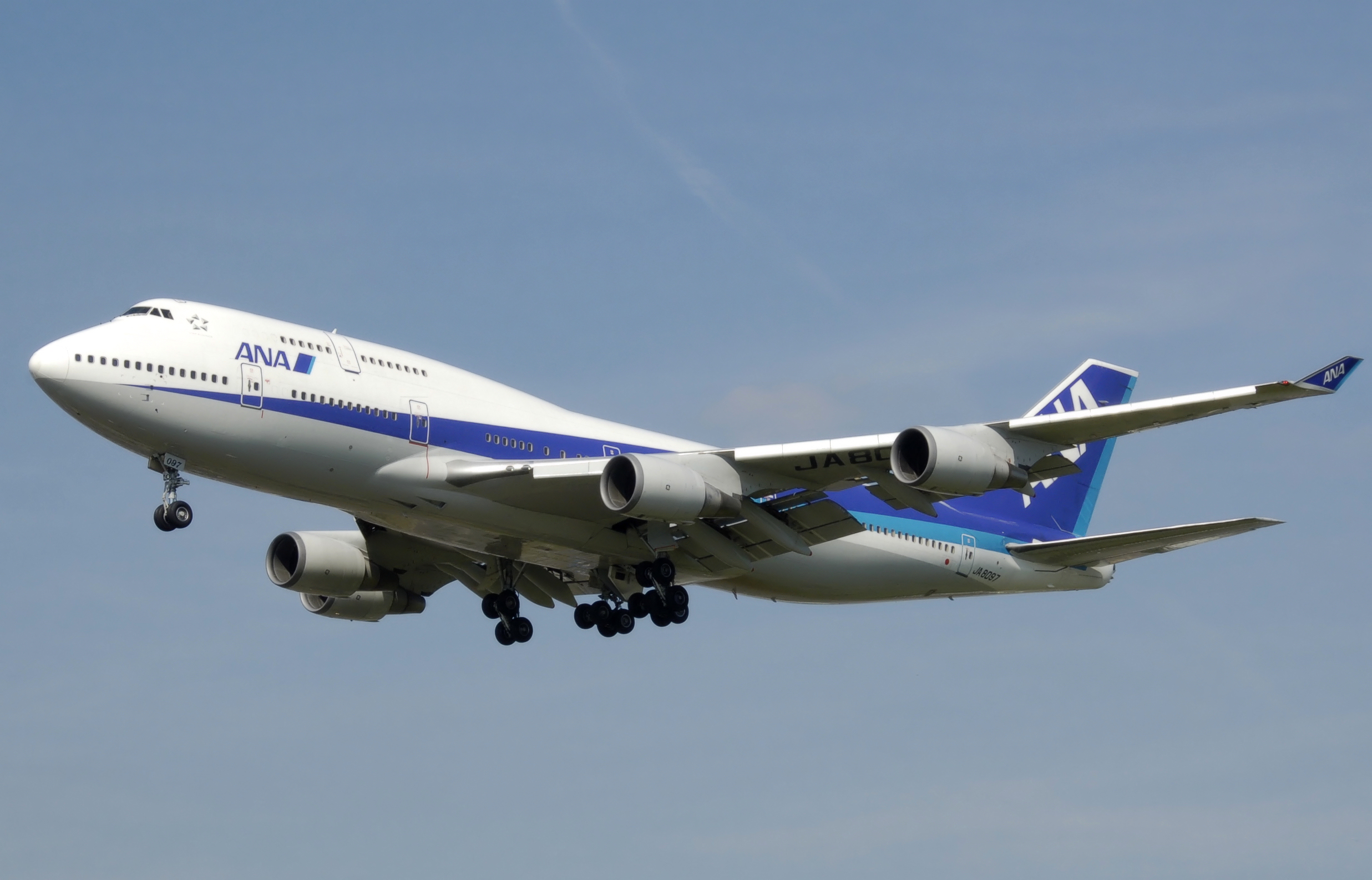
Boeing 747-400 йде на посадку

Авіакомпанія ANA в 1960-і роки показувала стійке зростання після введення в експлуатацію 1960 року Vickers Viscount і 1961 року Fokker F27. 1961 року ANA розмістила акції на Токійській фондовій біржі та Осакському біржі цінних паперів; в тому ж році авіакомпанія отримала дозвіл на здійснення рейсів на Окінаву, фактично ці польоти були міжнародними, оскільки на Окінаві на той час знаходилася американська військова база.
1963 року відбулося злиття з авіакомпанією Fujita Airlines, внаслідок чого капітал компанії збільшився до 4 млрд єн. З 1964 року ANA стала використовувати реактивні літаки Boeing 727 на рейсі Токіо-Саппоро. 1965 року перший турбогвинтовий авіалайнер японського виробництва YS-11 замінив Convair 440 на місцевих маршрутах. 1969 року ANA ввела в експлуатацію Boeing 737.
З ростом пасажирообігу ANA почала укладати договори про організацію перевезень у всі регіони Японії з туристичними компаніями по всій країні. Цієї стратегії ANA дотримується і досі. Багато з цих компаній за умовами договорів отримали акції ANA. Співпраця з ANA могла мати різні форми: наприклад, Nagoya Railroad, яка управляє операціями ANA в регіоні Тюбу, має крісло в Раді директорів ANA.
Незабаром ANA стала найбільшою авіакомпанією, яка виконує внутрішні перевезення. Однак Міністерство транспорту забезпечило JAL монополію на міжнародні регулярні рейси, яка підтримувалася до 1986 року. ANA виконувала лише міжнародні чартерні рейси, перший з яких відбувся з Токіо в Гонконг 3 лютого 1971 року.
ANA придбала перші широкофюзеляжні літаки, шість Lockheed L-1011, в листопаді 1972 року, що стало результатом тривалих перемовин з Lockheed: операція обговорювалася Президентом США Річардом Ніксоном, Прем'єр-міністром Японії Какуей Танакой та Прем'єр-міністром Великої Британії Едвардом Хітом (який лобіював інтереси виробника двигунів Rolls-Royce). Танака також доклав зусиль для того, аби ANA змогла працювати на азійських маршрутах, що було частиною угоди. Цей літак уперше почав обслуговування рейсу Токіо-Окінава 1974 року. Авіакомпанія також замовляла McDonnell Douglas DC-10, однак в останню хвилину відкликала замовлення на користь Lockheed. Згодом було доведено, що Lockheed побічно підкупив Прем'єр-міністра Какуей Танаку з метою прийняти це рішення: такий скандал призвів до арешту Танака, деяких менеджерів ANA і торгового агента Lockheed Marubeni.
1978 року Boeing 747 з'явився на маршрутах Токіо-Саппоро та Токіо-Фукуока, а 1983 року Boeing 767 стали використовуватися на маршрутах на Сікоку.

### Міжнародна ера

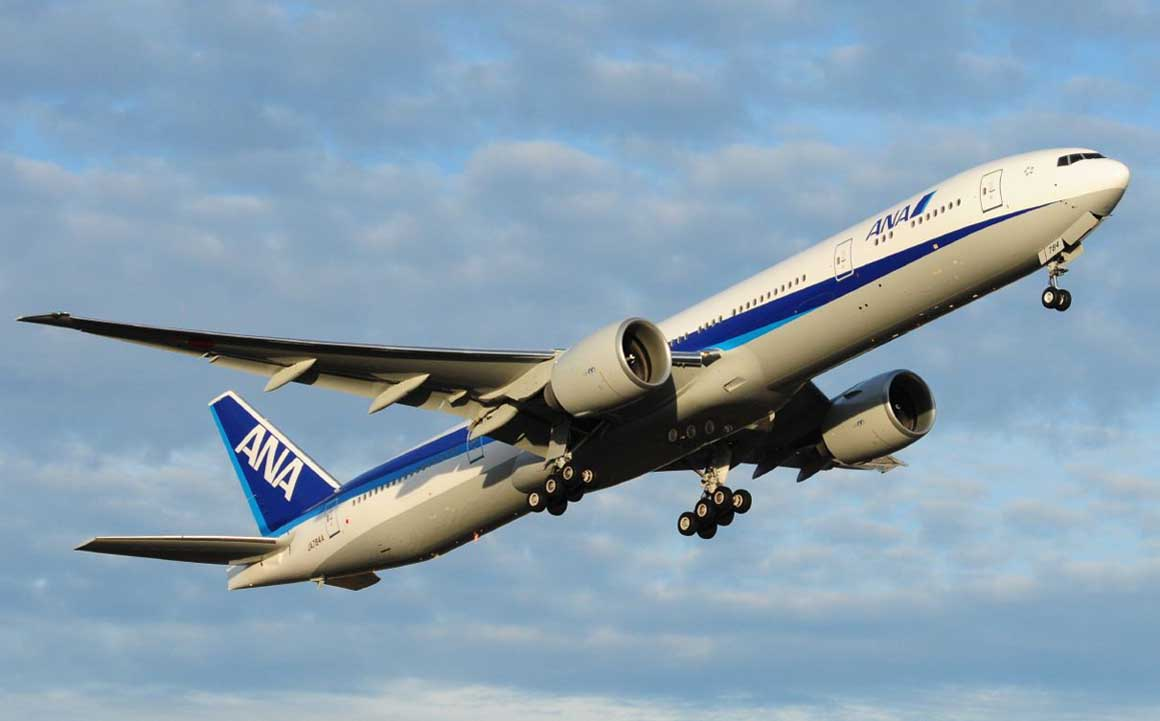
ANA Boeing 777–300

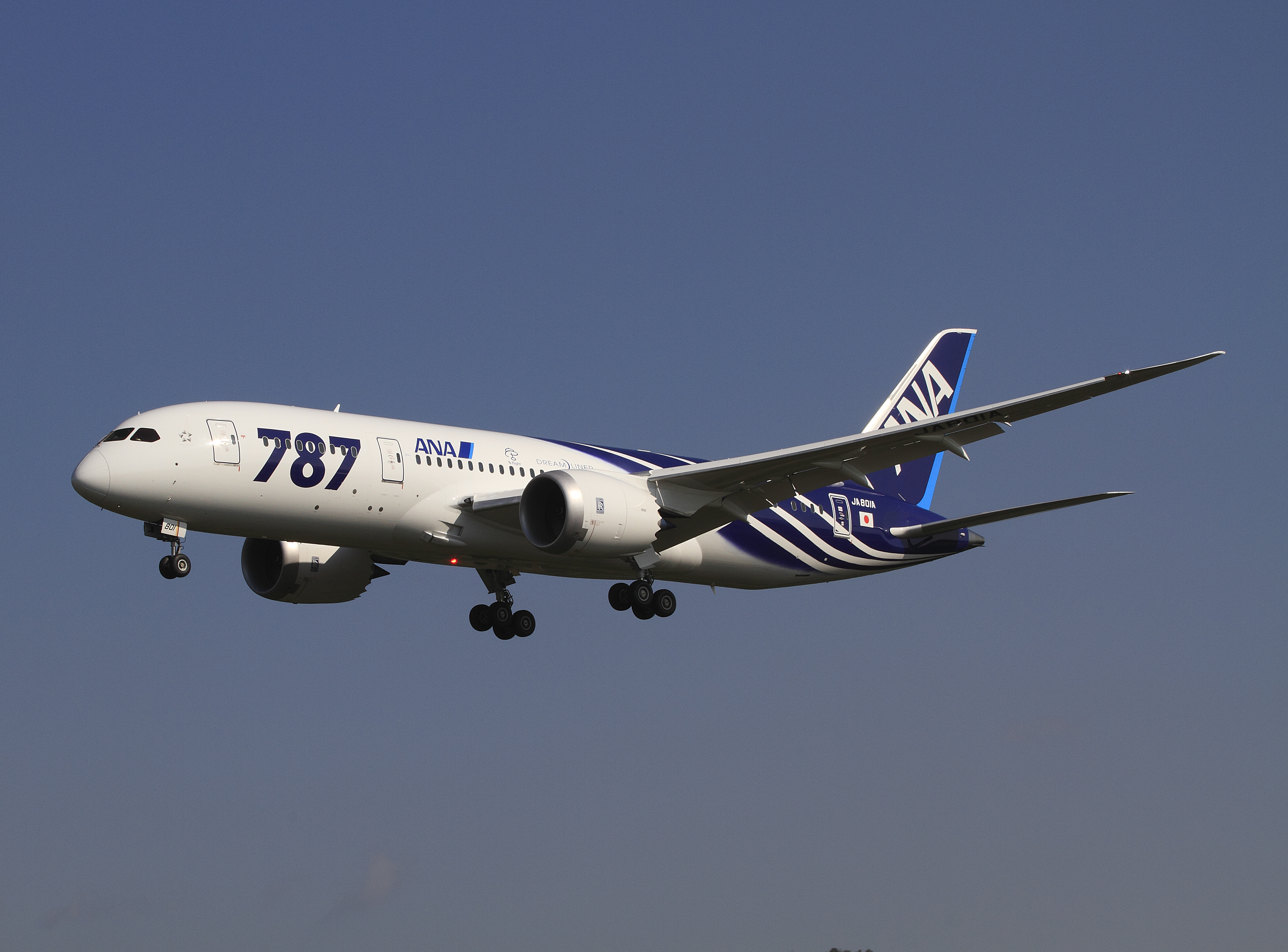
ANA Boeing 787

З 1986 року ANA почала перетворюватися з основного внутрішнього перевізника Японії в авіакомпанію, що виконує міжнародні рейси. 3 березня 1986 року ANA почала здійснювати регулярні міжнародні рейси з Токіо на Гуам. Рейси до Лос-Анджелес та Вашингтон відкрилися до кінця року, і ANA підписала угоду про співпрацю з American Airlines на рейсах з США в аеропорт Наріта.
Міжнародна маршрутна мережа ANA росла поступово: Пекін, Далянь, Гонконг та Сідней 1987 року; Сеул в 1988; Лондон та Сайпан в 1989; Париж в 1990 і Нью-Йорк в 1991. Літаки Airbus A320 і A321, як і Boeing 747-481, поповнили флот авіакомпанії в 1990-х. ANA вступила в Star Alliance в жовтні 1999 року.
2004 року прибуток ANA вперше перевищив прибуток JAL. У цьому ж році, знаючи про плани збільшення кількості слотів у зв'язку з будівництвом нових аеропортів та розширенням аеропорту Ханеда, ANA оголосила про план оновлення флоту шляхом заміни деяких великих літаків на більшу кількість менших за розміром.
У тому ж 2004 році ANA створила лоу-кост підрозділ Air Next для здійснення рейсів з аеропорту Фукуока, а також стала головним акціонером Nakanihon Airline Service (NAL) зі штаб-квартирою в Нагої. 2005 року ANA перейменувала NAL в Air Central, а її штаб-квартира була перенесена в Міжнародний аеропорт Тюбу-Центрейр.
12 липня 2005 року ANA оголосила про угоду з NYK з продажу частки 27,6% в Nippon Cargo Airlines, спільному підприємстві цих компаній з 1987 року. The sale allowed ANA to focus on developing its own cargo division.
2006 року ANA, Japan Post, Nippon Express і Mitsui O.S.K. Lines створили ANA & JP Express (AJV) для здійснення вантажоперевезень. ANA є основним акціонером AJV. Нова авіакомпанія стала виконувати вантажні рейси Air Japan.
У липні 2011 року ANA та AirAsia уклали угоду про створення лоу-кост авіакомпанії AirAsia Japan з базуванням у Токіо (Міжнародний аеропорт Наріта). ANA утримує 51 відсоток контрольних голосів, а AirAsia — 33 відсотки.

## Маршрутна мережа
Докладніше: Напрямки All Nippon Airways
Внутрішня маршрутна мережа ANA покриває всю Японію, від Хоккайдо на півночі до Окінави на півдні.
Міжнародні рейси ANA здійснює в Китай, Корею, Південно-східну Азію, США і Західну Європу. Ключовим міжнародним хабом є аеропорт Наріта, де авіакомпанія виконує рейси з Південного крила Терміналу 1 разом з партнерами зі Star Alliance.

## Флот

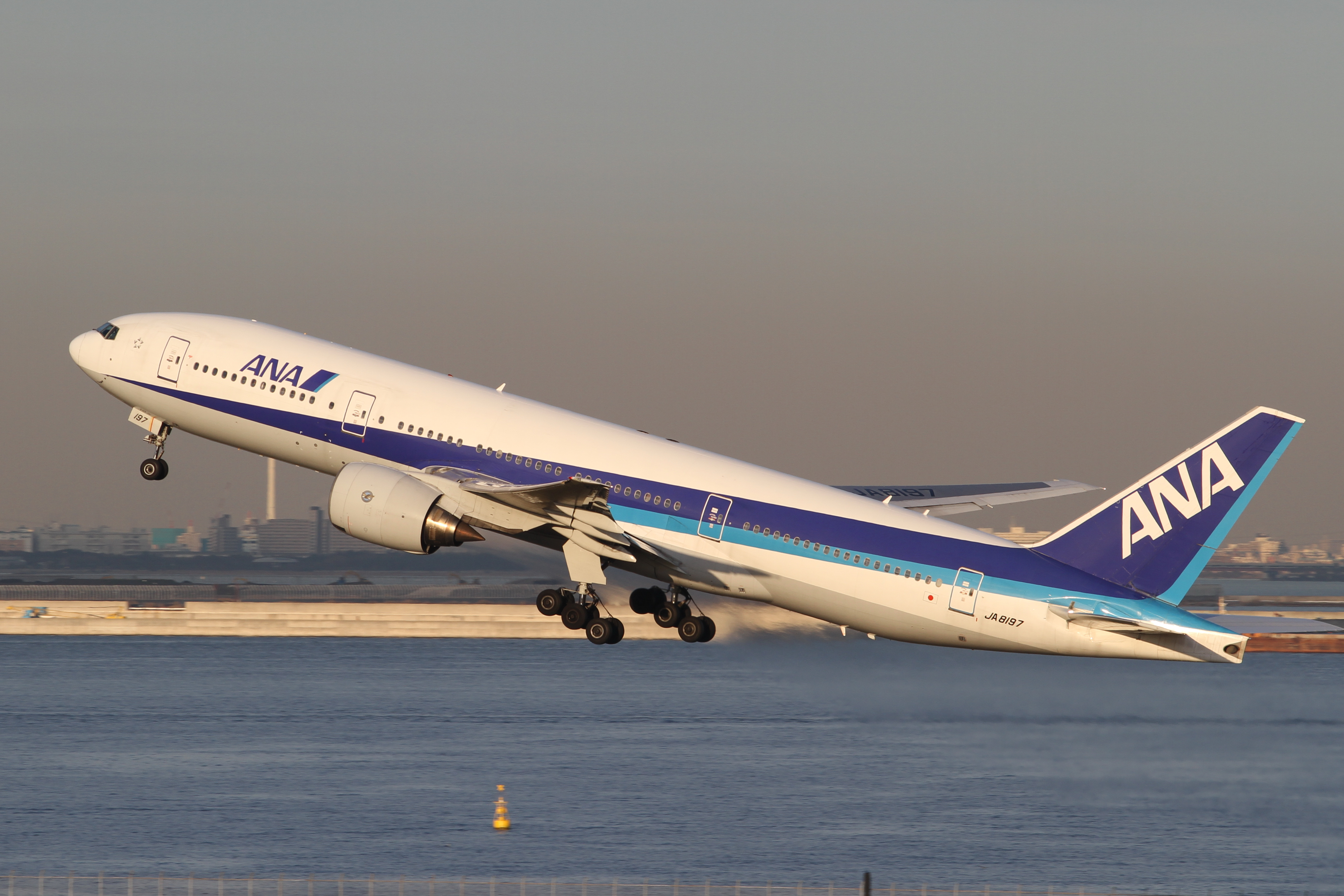
Літак Boeing 777–200 авіакомпанії All Nippon Airways стартує в Міжнародному аеропорту Токіо.

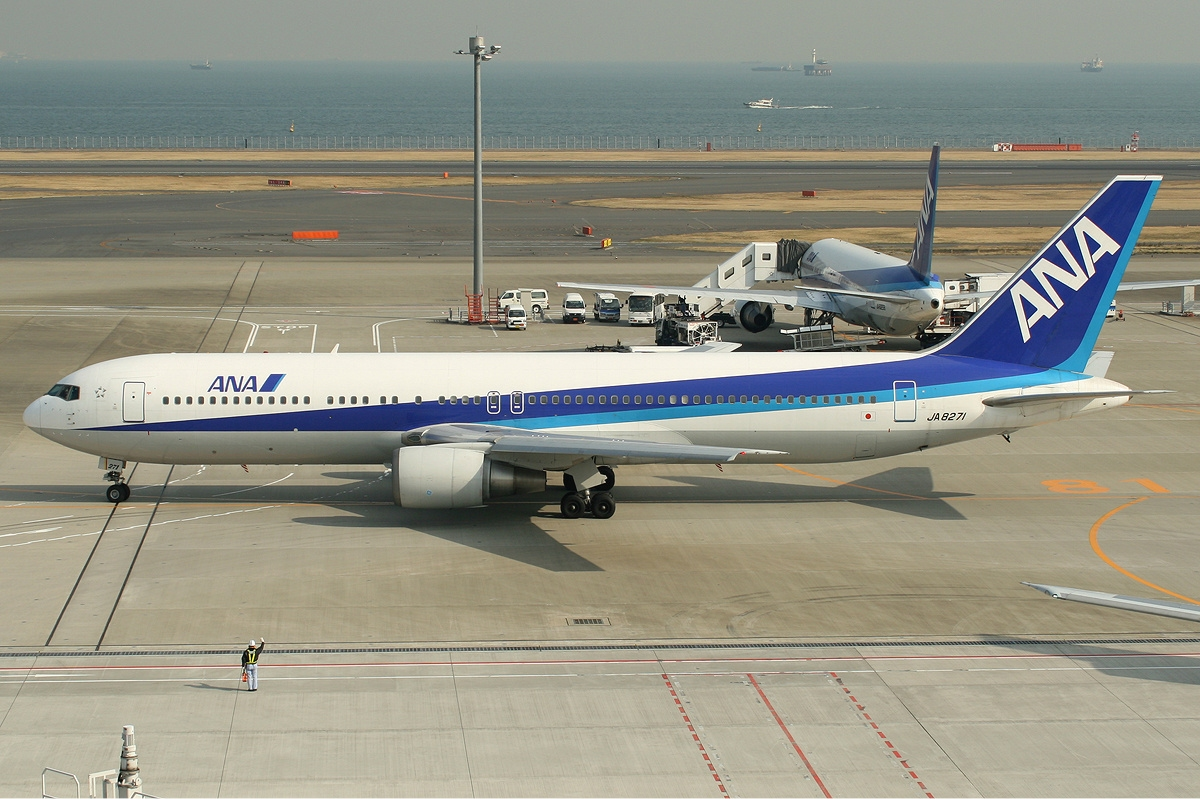
Літак Boeing 767-300 авіакомпанії All Nippon Airways паркується в Міжнародному аеропорту Токіо.

На квітень 2014 року пасажирський флот ANA складається з таких літаків:
Флот авіакомпанії становить 200 пасажирських літаків з середнім віком 10,3 роки.

## Інциденти та авіакатастрофи
- Перша катастрофа з літаком ANA сталася з Douglas DC-3 JA5045 12 серпня 1958 року. Загинуло 33 особи[21]
- 1958 року Акіра Емото, продавець, вчинив спробу самогубства, пронісши на літак динаміт. Емото загинув, вистрибнувши з літака, бомби не здетонували.[22]
- 16 березня 1960 року Douglas DC-3 JA5018 зіткнувся з винищувачем в аеропорту Нагої. Загинуло 3 особи з 33, що знаходяться на борту[23]
- 4 лютого 1966 року Boeing 727, що йшов на посадку в аеропорту Ханеда, впав у Токійську затоку, загинули всі 133 особи на борту[24]
- 13 листопада 1966 року YS-11 зазнав аварії в місті Мацуяма.[25]
- 30 липня 1971 року Boeing 727 JA8329, виконував рейс 58 і зіткнувся з винищувачем F-86F Sabre з авіабази Мацусіма. Загинули всі 162 особи на борту.[26]
- 22 червня 1995 року, чоловік, який назвався Фуміо Кудзу, і ще один чоловік, що зареєструвався на рейс ANA під ім'ям Сабуро Кобаясі, захопили літак ANA після зльоту з Токіо. Літак приземлився на Хоккайдо, після штурму літака поліція заарештувала терористів.[27]
- 1999 року один чоловік захопив літак рейсу 61[en] і вбив пілота. Він був знешкоджений іншими членами команди, більше ніхто не постраждав.[28]